# Antonio Colella
Antonio Colella (Roma, 4 settembre 1961) è un ex rugbista a 15, allenatore di rugby a 15 e dirigente sportivo italiano, per tutta la carriera seconda linea dell'Aquila e internazionale per l'Italia alle prime due edizioni della Coppa del Mondo di rugby nel 1987 e nel 1991.

## Biografia
Cresciuto nell'Aquila, Colella vinse con il team abruzzese due campionati italiani: nel 1982 e nel 1994.
Esordì in neroverde, sotto la guida di Loreto Cucchiarelli, il 17 gennaio 1982, contro il Brescia.
In carriera collezionò 338 presenze con L'Aquila e realizzò 144 punti frutto di 34 mete. Alla fine della carriera giocò due stagioni sportive nel Rieti.
In Nazionale dal 1983 (esordio contro la Romania in Coppa FIRA), fu selezionato dal C.T. Marco Bollesan tra coloro che presero parte alla Coppa del Mondo di rugby 1987 in Australia e Nuova Zelanda, scendendo in campo nei due match contro Argentina e Figi, e poi da Bertrand Fourcade per la Coppa del Mondo di rugby 1991.
Dopo il ritiro è passato all'incarico di direttore sportivo della Società aquilana e nel 2006 ne diresse la sezione Under-15. Dal 2007 è il tecnico regionale e docente ai corsi allenatori del Comitato Regionale Abruzzo della Federazione Italiana Rugby.

## Palmarès
- Campionati italiani: 2
L’Aquila: 1981-82, 1993-94